# 皱叶丁香
皱叶丁香（学名：Syringa mairei）是木犀科丁香属的植物。分布于中国大陆的四川、云南、西藏等地，生长于海拔1,900米至2,600米的地区，一般生长在山坡或路边灌丛，目前尚未由人工引种栽培。